# 小野寺祐輔
小野寺 祐輔（おのでら ゆうすけ、1997年11月24日 - ）は、日本のソングライター、編曲家。秋田県出身。Arte Refact所属。

## 概要
本多友紀の楽曲に触れたことで音楽に目覚め、20歳から音楽制作活動を開始。常にキャッチーなメロディーを意識した曲作りを心掛けている。BIGO LIVE、17LIVE、REALITY、SHOWROOMといった配信アプリで開催されるオーディションにも楽曲提供を行っている。

## 提供楽曲

### コンテンツタイアップ作品
【推しの子】
- B小町
  - 「STAR☆T☆RAIN」（作詞・作曲）[6]

ウマ娘 プリティーダービー
- 「We are DREAMERS!!」（作曲、瀬恒啓と共編曲）

ラブライブ!蓮ノ空女学院スクールアイドルクラブ
- スリーズブーケ
  - 「謳歌爛漫」（作曲）
  - 「眩耀夜行」（作曲）
  - 「残陽」（作曲・編曲）

アサルトリリィ
- 今叶星（前田佳織里）
  - 「Dears&Tears」（作曲・編曲）

プリパラ
- DressingPafé
  - 「Breaking Bloom!!!」（作曲）

吸血鬼すぐ死ぬ
- ロナルド（古川慎）
  - 「Make me the Hunter」（作曲）

最強陰陽師の異世界転生記
- イーファ（和氣あず未）、アミュ（稗田寧々）、メイベル（鬼頭明里）
  - 「Fortunate Magic」（作曲）
- イーファ（和氣あず未）
  - 「ネバーエンドホープ」（作曲）
- メイベル（鬼頭明里）
  - 「月影シャレード」（作曲）

アオペラ -aoppella!?-
- 「おっきな★らいおん」
  - 「Special Diary」（作詞・作曲）

Cheer球部!
- SIRIUS**
  - 「SHINE FOR YOU**」（作曲、脇眞富と共編曲）

### アーティスト提供作品
≠ME
- 「こちらハッピー探検隊」（作曲）

さとみ (すとぷり)
- 「My Heroine」（作詞・作曲）

Run Girls, Run!
- Run Girls, Run!
  - 「Believer Switch」（作曲）
- 林鼓子
  - 「点とミライ」（作曲）

博衣こより
- 「史上最大のQUESTION!」（作曲）

優里香
- 「Believe」（作曲）

Harupipi
- 「幕開け」（Harupipiと共作詞、作曲）

白鳥ナズナ
- 「天使の"?"です♡」（作曲）